# HMS Warrior (1905)
El HMS Warrior fue un crucero acorazado de la clase Warrior construido para la Marina Real Británica en la primera década del siglo XX. Estuvo estacionado en el mar Mediterráneo cuando comenzó la Primera Guerra Mundial y participó en la persecución del crucero de batalla alemán SMS Goeben y del crucero ligero SMS Breslau. El Warrior fue transferido a la Gran Flota en diciembre de 1914 y permaneció allí por el resto de su carrera. Sufrió graves daños durante la Batalla de Jutlandia en 1916, después de lo cual se alejó de la batalla y luego fue abandonado en el mar, hundiéndose unas horas después.
El pecio del barco yace completamente boca abajo, a una profundidad de 80 metros en una zona de fondo marino blando.